# Escut de Berga

Escut de Berga, no oficialitzat per la Generalitat de Catalunya.

L'escut històric de Berga no està oficialitzat. L'Ajuntament utilitza actualment una versió amb el següent blasonament:
Escut quadrilong quarterat. Primer i quart quarter amb quatre pals de gules en camp d'or, segon i tercer quarter amb cinc llunes minvants d'argent sobre camper d'atzur. Va timbrat amb corona de duc i emmarcat amb una branca de llorer a la dreta i una de roure a l'esquerra.

## Història
L'escut primitiu de Berga l'omplien solament les llunes minvants, que es relacionen amb la lluita contra els àrabs.
A mitjan segle xviii apareix l'escut quarterat als altars de la parròquia i del santuari de Queralt. Aquesta és la forma que s'ha mantingut fins avui. Actualment, l'ajuntament fa servir una forma d'aquest escut emmarcat amb una branca de llorer a la dreta i una de roure a l'esquerra.